# Georg Gärdin
Erik Georg Gärdin, född 10 oktober 1891 i Hallen i Jämtlands län, död 14 december 1973 i Stockholm, var en svensk militär. Han var far till Gösta Gärdin.

## Biografi
Gärdin utnämndes till underlöjtnant vid Västerbottens regemente (I 20) 1913 och till löjtnant där 1917. Efter att han tagit flygcertifikat och utbildat sig till fältflygare överfördes han som kapten till det nybildade Flygvapnet 1926. Gärdin var avdelningschef vid Flygstaben 1932–1934. Han var som major chef för Fjärde flygkåren (F 4) 1934 och som överstelöjtnant flottiljchef vid Jämtlands flygflottilj (F 4) 1936–1937 samt Svea flygflottilj (F 8) 1938–1941. Gärdin befordrades till överste 1940. Han blev adjutant hos kungen 1932 och överadjutant 1940. Gärdin var under större delen av andra världskriget placerad som flygattaché i Berlin. Åren 1945–1952 var han chef för Östra flygbasområdet (Flybo O). Efter kriget deltog Gärdin i FN:s medlingskommission i Brittiska Palestinamandatet 1948. Han övergick till reserven 1952. Gärdin blev riddare av Svärdsorden 1934 och av Nordstjärneorden 1942 samt kommendör av andra klassen av Vasaorden 1945. Gärdin vilar på Gamla griftegården i Linköping.